# كومودورو ريفادافيا (مدينة)
كومودورو ريفادافيا (بالإسبانية: Comodoro Rivadavia)‏ هي منطقة سكنية تقع في الأرجنتين في Escalante Department. يقدر عدد سكانها بـ 182,631 نسمة ومساحتها 548.2 كم2 وترتفع عن سطح البحر 61 متر.

## المناخ
يظهر الجدول التالي التغييرات المناخية على مدار السنة لكومودورو ريفادافيا:
| البيانات المناخية لـكومودورو ريفادافيا | البيانات المناخية لـكومودورو ريفادافيا | البيانات المناخية لـكومودورو ريفادافيا | البيانات المناخية لـكومودورو ريفادافيا | البيانات المناخية لـكومودورو ريفادافيا | البيانات المناخية لـكومودورو ريفادافيا | البيانات المناخية لـكومودورو ريفادافيا | البيانات المناخية لـكومودورو ريفادافيا | البيانات المناخية لـكومودورو ريفادافيا | البيانات المناخية لـكومودورو ريفادافيا | البيانات المناخية لـكومودورو ريفادافيا | البيانات المناخية لـكومودورو ريفادافيا | البيانات المناخية لـكومودورو ريفادافيا | البيانات المناخية لـكومودورو ريفادافيا |
| الشهر | يناير                                  | فبراير                                 | مارس                                   | أبريل                                  | مايو                                   | يونيو                                  | يوليو                                  | أغسطس                                  | سبتمبر                                 | أكتوبر                                 | نوفمبر                                 | ديسمبر                                 | المعدل السنوي                          |
| --- | -------------------------------------- | -------------------------------------- | -------------------------------------- | -------------------------------------- | -------------------------------------- | -------------------------------------- | -------------------------------------- | -------------------------------------- | -------------------------------------- | -------------------------------------- | -------------------------------------- | -------------------------------------- | -------------------------------------- |
| الدرجة القصوى °م (°ف) | 40.2 (104.4)                           | 39.5 (103.1)                           | 39.2 (102.6)                           | 31.6 (88.9)                            | 26.3 (79.3)                            | 22.6 (72.7)                            | 22.8 (73.0)                            | 24.7 (76.5)                            | 29.7 (85.5)                            | 32.0 (89.6)                            | 35.5 (95.9)                            | 38.6 (101.5)                           | 40.2 (104.4)                           |
| متوسط درجة الحرارة الكبرى °م (°ف) | 26.1 (79.0)                            | 25.0 (77.0)                            | 22.4 (72.3)                            | 18.6 (65.5)                            | 14.2 (57.6)                            | 10.9 (51.6)                            | 10.8 (51.4)                            | 12.8 (55.0)                            | 15.4 (59.7)                            | 18.8 (65.8)                            | 22.1 (71.8)                            | 24.5 (76.1)                            | 18.5 (65.3)                            |
| المتوسط اليومي °م (°ف) | 19.7 (67.5)                            | 18.8 (65.8)                            | 16.3 (61.3)                            | 13.1 (55.6)                            | 9.6 (49.3)                             | 6.9 (44.4)                             | 6.6 (43.9)                             | 7.9 (46.2)                             | 10.1 (50.2)                            | 13.0 (55.4)                            | 15.9 (60.6)                            | 18.2 (64.8)                            | 13.0 (55.4)                            |
| متوسط درجة الحرارة الصغرى °م (°ف) | 13.6 (56.5)                            | 12.9 (55.2)                            | 10.9 (51.6)                            | 8.3 (46.9)                             | 5.5 (41.9)                             | 3.1 (37.6)                             | 2.7 (36.9)                             | 3.6 (38.5)                             | 5.1 (41.2)                             | 7.5 (45.5)                             | 10.0 (50.0)                            | 12.1 (53.8)                            | 7.9 (46.2)                             |
| أدنى درجة حرارة °م (°ف) | 3.9 (39.0)                             | 2.6 (36.7)                             | 0.3 (32.5)                             | −4.1 (24.6)                            | −4.9 (23.2)                            | −8.5 (16.7)                            | −7.6 (18.3)                            | −5.4 (22.3)                            | −5.7 (21.7)                            | −1.8 (28.8)                            | 0.2 (32.4)                             | 2.0 (35.6)                             | −8.5 (16.7)                            |
| الهطول مم (إنش) | 11.6 (0.46)                            | 14.4 (0.57)                            | 18.2 (0.72)                            | 25.4 (1.00)                            | 37.4 (1.47)                            | 35.9 (1.41)                            | 23.4 (0.92)                            | 20.1 (0.79)                            | 20.1 (0.79)                            | 16.4 (0.65)                            | 14.5 (0.57)                            | 10.1 (0.40)                            | 247.5 (9.74)                           |
| متوسط أيام هطول الأمطار (≥ 0.1 mm) | 2.9                                    | 3.5                                    | 4.7                                    | 5.0                                    | 6.9                                    | 6.7                                    | 5.8                                    | 6.1                                    | 6.3                                    | 5.4                                    | 4.6                                    | 3.9                                    | 61.8                                   |
| متوسط الأيام المثلجة | 0                                      | 0                                      | 0                                      | 0                                      | 0.2                                    | 2                                      | 2                                      | 0.7                                    | 0.6                                    | 0                                      | 0                                      | 0                                      | 5.5                                    |
| متوسط الرطوبة النسبية (%) | 37.9                                   | 42.7                                   | 47.2                                   | 49.4                                   | 57.3                                   | 60.1                                   | 57.2                                   | 54.2                                   | 51.5                                   | 45.9                                   | 40.8                                   | 38.9                                   | 48.6                                   |
| ساعات سطوع الشمس الشهرية | 241.8                                  | 218.4                                  | 182.9                                  | 147.0                                  | 127.1                                  | 114.0                                  | 114.7                                  | 136.4                                  | 150.0                                  | 195.3                                  | 234.0                                  | 235.6                                  | 2٬097٫2                                |
| نسبة وصول أشعة الشمس | 51                                     | 55                                     | 47                                     | 45                                     | 43                                     | 43                                     | 41                                     | 42                                     | 42                                     | 47                                     | 53                                     | 49                                     | 47                                     |
| المصدر #1: Servicio Meteorológico Nacional |                                        |                                        |                                        |                                        |                                        |                                        |                                        |                                        |                                        |                                        |                                        |                                        |                                        |
| المصدر #2: NOAA (sun 1961–1990), Meteo Climat (record highs and lows) Secretaria de Mineria (November record high, and April, May, July, and August record lows only), UNLP (snowfall data) |                                        |                                        |                                        |                                        |                                        |                                        |                                        |                                        |                                        |                                        |                                        |                                        |                                        |

## توأمة
لكومودورو ريفادافيا (مدينة) اتفاقيات توأمة مع:
- كويهايكيو

## أعلام
- ماوريسيو توني
- هوغو بارينتوس
- بابلو دي ميراندا
- بابلو بارينتوس
- سيباستيان دياز موراليس